# Division (matematik)
 For alternative betydninger, se division. (Se også artikler, som begynder med division)
 Der er for få eller ingen kildehenvisninger i denne artikel, hvilket er et problem. Du kan hjælpe ved at angive troværdige kilder til de påstande, som fremføres i artiklen.

Division i matematik er, især i elementær aritmetik, en aritmetisk operation, som er det modsatte af multiplikation.  
Derfor, hvis c gange b er lig med a, skrevet:
{\displaystyle c\cdot b=a\,}
hvor b ikke er nul, så er a divideret med b lig med c, skrevet:
{\displaystyle {\frac {a}{b}}=c}
Som eksempel: 
{\displaystyle {\frac {6}{3}}=2}
eftersom
{\displaystyle 2\cdot 3=6\,}.
I udtrykket ovenfor kaldes a for dividend, b er divisor og c er kvotient.
Division med nul (altså hvor divisor er nul) er sædvanligvis ikke defineret.

## Notation
Division vises ofte ved at sætte dividenden over divisoren med en vandret linje, kaldet en brøkstreg, imellem. For eksempel skrives a divideret med b som 
{\displaystyle {\frac {a}{b}}}, hvor "b" er forskellig fra 0
En måde at skrive division på en enkelt linje er at skrive dividenden, efterfulgt af en skråstreg og derefter divisoren, således:
{\displaystyle a/b}, hvor "b" er forskellig fra 0
Denne form benyttes til at specificere division i de fleste programmeringssprog, fordi den let kan skrives som en simpel række tegn.
Enhver af disse former kan benyttes til at vise en brøk. En brøk er et udtryk i division, hvor både dividend og divisor er heltal (men hvor man normalt betegner dem tæller og nævner), og en brøk giver ikke i sig selv anledning til at fortsætte divisionen yderligere.
På dansk skrives divisionen "a divideret med b" meget ofte som a : b. 
I det engelsktalende område benyttes i stedet et minustegn med to prikker som divisionstegn i elementær aritmetik, således:  
{\displaystyle a\div b}, hvor "b" er forskellig fra 0
Dette divisionssymbol benyttes derfor en del steder til at symbolisere selv operationen division, f.eks. ses det ofte på en tast på en regnemaskine.
På engelsk benyttes kolon kun til at udtrykke det beslægtede udtryk forhold, som i "a forholder sig til b".
Eksempel på division: hvor mange gange går 5 op i 20, altså: 20:5= 4

## Division af heltal
Division af heltal er ikke en lukket operation. Udover, at division med nul ikke er defineret, så vil kvotienten ikke være et helt tal, medmindre dividenden er et heltalligt multiplum af divisoren. Som eksempel kan 26 ikke divideres med 10 og give et helt tal som resultat. I et sådant tilfælde er der fire mulige tilgange:
1. at sige, at 26 ikke kan divideres med 10.
2. angive resultatet som en decimalbrøk, hvorved {\displaystyle {\frac {26}{10}}=2,6} eller {\displaystyle 26/10=2{\frac {3}{5}}}. Dette er den fremgangsmåde, som sædvanligvis benyttes i matematikken., hvor hhv 10 og 5 er forskellig fra 0
3. anføre resultatet som et heltal kvotienten og en rest, så {\displaystyle {\frac {26}{10}}=2} med resten 6., hvor 10 er forskellig fra 0
4. angive den heltallige kvotient som resultatet, hvorved {\displaystyle {\frac {26}{10}}=2}. Dette kaldes af og til heltallig division., hvor 10 er forskellig fra 0

Det kræver omtanke at udføre division af heltal i et edb-program. Nogle programmeringssprog, som f.eks. C, vil håndtere denne division som i tilfælde 4 ovenfor, så resultatet vil være et heltal. Andre sprog, som MATLAB, vil først konvertere heltallene til reelle tal, og give resultatet som et reelt tal som i tilfælde 2 ovenfor.
Navne og symboler som benyttes for heltallig division omfatter div, /, \, og %. Definitionerne for heltallig division, når kvotienten er negativ, kan variere: Resultatet kan afrundes mod nul eller mod minus uendelig.
Der findes regler for deling, som af og til kan benyttes for hurtigt at afgøre, om et heltal går op i et andet.

## Division af rationale tal
Resultatet af division af to rationale tal er selv et rationalt tal, når divisor ikke er 0. Divisionen af to rationale tal p/q og r/s kan defineres ved
{\displaystyle {p/q \over r/s}=(p\cdot s)/(q\cdot r).}
Alle fire størrelser er heltal, og kun p må være 0. Denne definition sikrer, at division er den inverse operation af multiplikation.

## Division af reelle tal
Division af to reelle tal giver et resultat, som også er et reelt tal, hvis divisor ikke er 0. Det er defineret således, at a/b = c hvis og kun hvis a = cb og b ≠ 0.

## Division af komplekse tal
Ved division af to komplekse tal fås et andet komplekst tal, når divisor ikke er 0, defineret således:
{\displaystyle {p+iq \over r+is}={pr+qs \over r^{2}+s^{2}}+i{qr-ps \over r^{2}+s^{2}}.}
Alle fire størrelser er reelle tal, og r og s må ikke begge være 0.
Division af komplekse tal udtrykt i potens er enklere og lettere at huske end definitionen ovenfor:
{\displaystyle {pe^{iq} \over re^{is}}={p \over r}e^{i(q-s)}.}
Igen er alle fire størrelser reelle tal , og r må ikke være 0.